# ارکیده (سرده)
ارکیده، ثعلب (نام علمی: Orchis) نام یک سرده از تیره ثعلبیان است.